# Cmentarz Malý Ďáblický
Cmentarz Malý Ďáblický (cz. Malý Ďáblický hřbitov) – cmentarz położony w stolicy Czech w dzielnicy Praga 8 (Ďáblice) u zbiegu ulic Ďáblickiej i K Lomu.

## Historia
Do 1872 mieszkańcy Ďáblic byli chowani na cmentarzu Proseckim przy kościele św. Wacława na Proseku. Podczas epidemii cholery i ospy, która nawiedziła Pragę w 1872, liczba zmarłych wzrosła tak bardzo, że na małych, lokalnych cmentarzach zaczęło brakować miejsc grzebalnych. Wówczas magistrat nakazał tworzenie nowych nekropolii na gruntach należących do państwa, cmentarz Malý Ďáblický powstał w 1896, założył go Josef Krejza, majster budowlany z Libeznic. 23 sierpnia 1896 miała konsekracja cmentarza, poświęcił go wikary z Libeznic wielebny Štěpán Pittner. Po założeniu w 1912 w okolicy nowego cmentarza starszy zaczęto nazywać „malý” lub „starý”.